# Osmia moreensis
Osmia moreensis är en biart som beskrevs av Van der Zanden 1984. Osmia moreensis ingår i släktet murarbin, och familjen buksamlarbin. Inga underarter finns listade i Catalogue of Life.